# Montgomery Ward
Montgomery Ward (también conocido como Wards) es una tienda por Internet que lleva el mismo nombre que la desaparecida cadena de tiendas departamentales estadounidense, fundada como la primera tienda de venta por correspondencia en 1872 por Aaron Montgomery Ward, y que se retiró del negocio en 2001. Luego de una ausencia de cerca de cuatro años, la marca Montgomery Ward fue resucitada como una tienda de retail por internet y catálogos con sede en Cedar Rapids, Iowa, a finales de 2004, cuando Direct Marketing Services Inc. adquirió gran parte de la propiedad intelectual de la antigua Wards, reviviendo la marca como una tienda en línea sin tiendas físicas. En 2008, la propiedad pasó a manos de Swiss Colony, con sede en Monroe, Wisconsin.

## Historia

### Orígenes de la empresa
Aaron Montgomery Ward había concebido la idea de vender artículos por correspondencia en Chicago luego de varios años trabajando como vendedor viajero para clientes rurales. Él observó que los compradores de zonas rurales a menudo querían los objetos que se vendían en las ciudades, pero eran victimizados por monopolistas que no ofrecían garantías de calidad.
Luego de varias partidas falsas, incluyendo la destrucción de su primer inventario por el Gran incendio de Chicago, Ward inició su negocio en las oficinas ubicadas en la esquina de las calles North Clark y Kedzie, con dos compañeros y un capital de 1.600 dólares. El primer catálogo, publicado en agosto de 1872, consistía en una lista de precios de una sola hoja, que contenía 163 artículos a la venta con sus instrucciones de pedido.
En 1883, el catálogo de la empresa, conocido popularmente como el "Libro de Deseos", había crecido a la cantidad de 240 páginas y 10 000 productos. En 1896, Wards adquirió su primera competencia en el mercado, cuando Richard Warren Sears introdujo su primer catálogo general. En 1900, Wards tenía ventas totales por 8,7 millones de dólares, comparados con los 10 millones que recaudó Sears, y las dos empresas lucharon por el dominio durante gran parte del siglo XX. Hacia 1904, la empresa había crecido al nivel de despachar tres millones de catálogos, de 1,8 kilos cada uno, eran despachados a los clientes.
En 1908, la empresa abrió un edificio de 116.000  m² a lo largo de un cuarto de milla a la orilla del Río Chicago, en el norte del centro de Chicago. El edificio, conocido como Montgomery Ward & Co. Catalog House, sirvió como las oficinas centrales de la empresa hasta 1974, cuando las oficinas  se trasladaron a una nueva torre diseñada por Minoru Yamasaki. Fue declarado Monumento Nacional Histórico de Estados Unidos en 1978 y monumento histórico de Chicago en mayo de 2000. 
En las décadas anteriores a 1930, Montgomery Ward construyó una cadena de centros de distribución a lo largo del país en Baltimore, Fort Worth, Kansas City, St. Paul, Portland, Oregon, y Oakland, California. En la mayoría de los casos, dichas estructuras fueron las mayores edificaciones industriales en sus respectivas localidades. La bodega y tienda de Montgomery Ward en Baltimore fue agregada al Registro Nacional de Lugares Históricos en 2000.

### Expansión hacia el retail
Ward murió en 1913, luego de 41 años al mando del negocio de los catálogos. El presidente de la empresa, William C. Thorne (hijo mayor del cofundador) falleció en 1917, y fue sucedido por Robert J. Thorne. Robert Thorne se retiró en 1920 debido a problemas de salud.
En 1926, la empresa finalizó su exclusividad con el negocio de catálogos cuando inauguró su primera tienda física en Plymouth, Indiana. Continuó operando su negocio de venta por correspondencia mientras realizaba una agresiva campaña para construir más tiendas a finales de los años 20. En 1928, dos años después de inaugurar su primera tienda, ya había abierto otras 244. En 1929 ya había más que duplicado su número de tiendas físicas, llegando a 531. Su tienda principal en Chicago fue ubicada en la Avenida Michigan, entre las calles Madison y Washington.

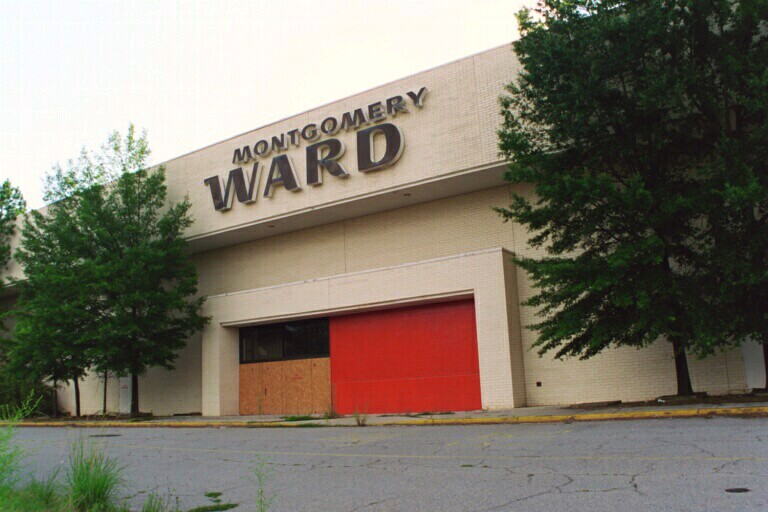
Tienda vacía de Montgomery Ward en Augusta, Georgia.

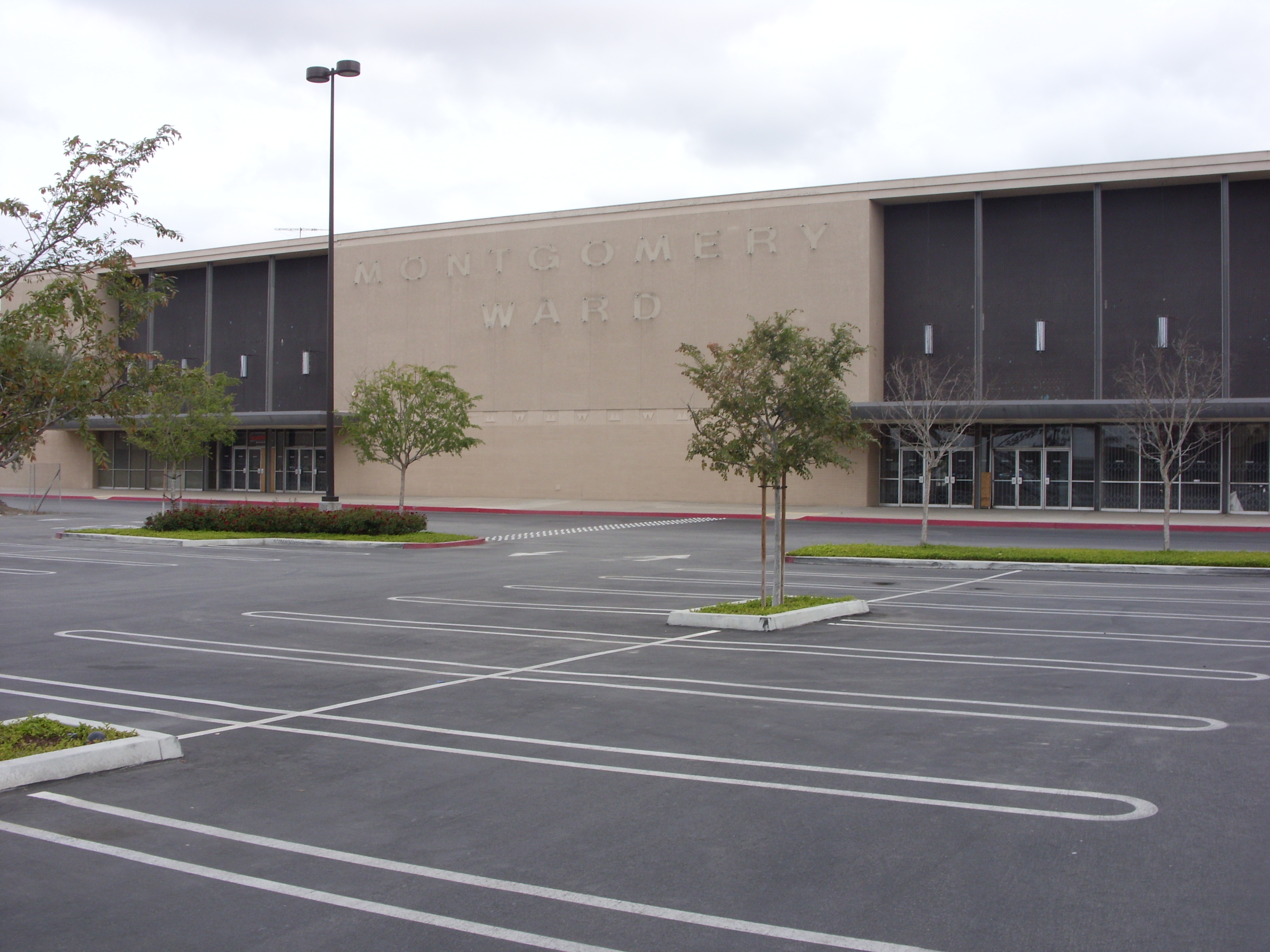
Tienda vacía de Montgomery Ward en Huntington Beach, California.

Después de la Segunda Guerra Mundial, Montgomery Ward se convirtió en la tercera cadena más grande de tiendas departamentales. En 1946, el Club Grolier, una sociedad de bibliófilos en Nueva York, exhibió el catálogo de Wards junto al Diccionario Webster como parte de los 100 libros estadounidenses escogidos por su influencia en la vida y cultura del pueblo norteamericano.

### Decadencia
En los años 50, la empresa respondió de manera lenta al traslado de la clase media estadounidense hacia los suburbios. Mientras sus antiguos rivales Sears, J.C. Penney, Macy's, McRae's, y Dillard's establecieron nuevos locales en los nacientes centros comerciales suburbanos, los ejecutivos pensaron que dichas estrategias serían muy costosas, manteniendo sólo sus tiendas en los centros de las ciudades, perdiendo participación en el mercado frente a sus rivales. Su negocio de catálogos había comenzado a declinar en los años 60. En 1968, se fusionó con Container Corporation of America para formar Marcor Inc.
Durante los años 70, la empresa continuó su decadencia. En 1976, fue adquirida por Mobil, que poseía abundante dinero producto del aumento en los precios del petróleo. En 1985, la empresa cerró su negocio de ventas por catálogo luego de 113 años e inició una agresiva política de renovación de las tiendas. Dichas renovaciones se centraron en la reestructuración de muchas de las tiendas, convirtiéndolas en locales especializados, similares a las boutiques.

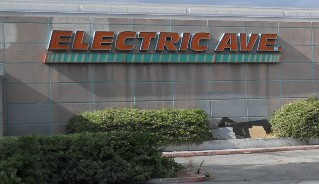
Logo de "Electric Avenue" en una tienda cerrada en Panorama City, California (2010).

En 1987, Montgomery Ward intensificó la venta de aparatos electrónicos usando el nombre "Electric Avenue". La empresa expandió su presencia en electrónica ofreciendo artículos de conocidas marcas como Sony, Toshiba, Hitachi, Panasonic, JVC, y otras marcas nacionales.
La empresa también creó la marca Jefferson Ward (conocida como "Jeffersons"), una tienda departamental de descuentos inspirada en Montgomery Ward, en 1980. La cadena fue vendida a Bradlees, una división de Stop & Shop, en 1985. Todas las tiendas Jefferson Ward habían sido anteriormente locales de Two Guys, J.M. Fields, o Almart (no confundir con Wal-Mart).
En 1994, Montgomery Ward adquirió la fenecida cadena de retail Lechmere, ubicada en Nueva Inglaterra.

### Bancarrota

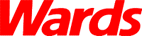
En 1999, la cadena fue renombrada como "Wards" y comenzó a usar este logotipo.

En los años 90, las tiendas que ofrecían competencia a bajos precios (como Kmart, Target, y especialmente Wal-Mart) quitaron buena parte de la participación de mercado a Montgomery Ward. En 1997, se afilió al Capítulo 11 de bancarrota, emergiendo de la protección la corte de bancarrotas en agosto de 1999 como una subsidiaria completa de GE Capital. Como parte de un último intento por mantenerse competitiva, la empresa cerró 250 tiendas en 30 estados, cerrando todas las tiendas de Lechmere, abandonando la estrategia de tiendas especializadas, y renombrándolas simplemente como Wards

El 28 de diciembre de 2000, la empresa, luego de ventas muy inferiores a las proyectadas durante la temporada de Navidad, anunció que se retiraría del negocio y cerraría las 250 tiendas que aún mantenía y despediría a sus 37.000 empleados. Todas las tiendas fueron cerradas a las semanas después del anuncio. La subsecuente liquidación es hasta el momento la mayor liquidación por bancarrota de una cadena de retail en la historia de Estados Unidos. Una de las últimas tiendas que cerró estaba ubicada en Salem, Oregon, en donde se ubicaba la División de Recursos Humanos. En mayo de 2001 Montgomery Ward había desapàrecido por completo.

### Retorno
En junio de 2004, una tienda por Internet fue creada, que vendía los mismos productos que la antigua marca. La empresa no opera ninguna tienda física. Las marcas registradas "Montgomery Ward" y "Wards" fueron adquiridas por la empresa de marketing directo con sede en Iowa, Direct Marketing Services Inc. (DMSI), una empresa especializada en catálogos, por una cantidad desconocida de dinero.
DMSI inició a operar la misma marca que la empresa original e inició un nuevo catálogo, más pequeño que el distribuido por la tienda durante el siglo XX. Montgomery Ward comenzó vendiendo ropa y calzado.

### Cambio de propietario
En julio de 2008, se anunció que DMSI estaría en venta, con una venta preparada para agosto de 2008. La empresa de ventas por catálogos Swiss Colony compró DMSI el 5 de agosto de 2008. Swiss Colony anunció que mantendría el negocio de catálogos de Montgomery Ward. El sitio web fue lanzado el 10 de septiembre de 2008, despachando sus nuevos catálogos en febrero de 2009. Un mes después del lanzamiento de los catálogos, el presidente de Swiss Colony, John Baumann, señaló a United Press International que la tienda también podría resucitar las marcas Signature y Powr-Kraft, las cuales eran marcas propias de Wards.

## Marcas anteriores
- 101 (??-30s-50s-??) - Vestuario (línea premium)
- Admiral - Televisores, videograbadores (exclusiva en Wards desde 1991 hasta su cierre)
- Airline (1922-19??) - Radios, aparatos electrónicos
- Garden Mark (1952-19??) - Herramientas de jardinería
- Hawthorne (1896-19??) - Artículos deportivos
- Montgomery Ward - Televisores, videograbadores, hornos microondas
- Powr-House (1929-1960) - Vestuario
- Powr-Kraft (1932-19??) - Herramientas
- Signature 2000 - Televisores, videograbadores, equipamiento de jardinería
- Style House (1960-19??) - Muebles
- WARDMAST'R (19??-19??) - Herramientas
- Wards - Televisores, videograbadores
- Ward's Master Quality - Herramientas
- Western Field - Artículos de cacería - rifles, escopetas, revólveres, mirillas, kits de limpieza, vestuario